# Klaudiusz Angerman
Klaudiusz Angerman, též Angermann (7. července 1861 Lvov – 11. listopadu 1922 Nowy Sącz), byl rakouský inženýr, geolog a politik polské národnosti z Haliče, na počátku 20. století poslanec Říšské rady.

## Biografie
V době svého působení v parlamentu se uvádí jako továrník ve městě Boguchwała. Byl podnikatelem v ropném průmyslu.
Vystudoval gymnázium v Přemyšli a pak studoval na Lvovské polytechnice a studoval do roku 1883 s výborným prospěchem geologii na polytechnice ve Vídni. Od roku 1885 pracoval jako inženýr na stavbách železničních tratí v Haliči. Později se zaměřil na geologické průzkumy pro těžbu ropy. Podnikl řadu zahraničních studijních cest. Od roku 1902 působil v geologickém průzkumu v podkarpatském regionu. Díky značným znalostem a intuici odhalil množství ropných ložisek a sám díky tomu zbohatnul. Navrhoval výstavbu ropovodu napříč Haličí. V roce 1904 se oženil a usadil v Boguchwałe. Podporoval místní spolky a byl mecenášem. V roce 1910 získal Zlatý záslužný kříž. Zastával funkci prezidenta obchodní a živnostenské komory ve Lvově.
Působil také coby poslanec Říšské rady (celostátního parlamentu Předlitavska), kam usedl ve volbách do Říšské rady roku 1911, konaných podle všeobecného a rovného volebního práva. Byl zvolen za obvod Halič 46. V parlamentu podporoval projekt výstavby průplavu Dunaj–Odra–Labe.
V roce 1911 byl uváděn jako člen Polské lidové strany. Po rozkolu ve straně byl po roce 1914 činný v Polské lidové straně „Piast” a podílel se na vydávání jejích stranických periodik. Po volbách roku 1911 byl na Říšské radě členem poslaneckého Polského klubu.
Na začátku první světové války se stal členem polské Nejvyšší národní rady. Po vzniku samostatného Polska se zapojil do debat o energetické politice a podporoval státní energetický monopol. V roce 1922 kandidoval do polského senátu, ale voleb se nedožil, protože náhle zemřel na srdeční záchvat na železniční stanici v Nowém Sączu.